# بوغانا بوتيجان
بوغانا بوتيجان (مواليد 19 سبتمبر 2000) هي لاعبة كرة طائرة كرواتية. تلعب دور مانع الوسط في النادي الكرواتي HAOK Mladost .   

## روابط خارجية
- Božana Butigan في CEV.eu